# Brigada de Trípoli
Las Brigada de Revolucionarios de Trípoli o Guardiane del Trípoli Libre fue una unidad del Ejército de Liberación Nacional de Libia creada durante la guerra civil libia que se fusionó con la Fuerza de Protección de Trípoli. Originalmente formado en abril de 2011 en el bastión opositor de Bengasi, más tarde trasladándose a las montañas Nafusa, entonces la línea del frente más cercana a Trípoli, antes de avanzar hacia la propia ciudad en agosto.
En noviembre de 2011, la brigada comenzó a tomar medidas para disolverse e integrarse más con el nuevo ejército nacional del CNT, anunció la brigada a través de su cuenta de Twitter.

## Comandantes
El comandante en jefe de la brigada es el ciudadano libio-irlandés Mahdi al-Harati,, Khalid Abozakkar es comandante adjunto y cofundador de [Nalut], y Abu Oweis es comandante adjunto. Muhammad Tabouni es el comandante general de la brigada. El coronel Abdul Latif es el comandante de Seraai al-Hamra, una de las cuatro subbrigadas de la Brigada de Trípoli.

## Fundación
En febrero de 2011, Mahdi al-Harati viajó desde Irlanda a Bengasi y comenzó a crear un grupo bien organizado que podía luchar en las provincias occidentales de Libia. Reunió a 15 hombres altamente educados, todos ellos con amplia experiencia y habilidades. La propuesta de crear una brigada revolucionaria en Trípoli se presentó ante el Consejo Nacional de Transición con sede en Benghazi y fue aprobada de inmediato. En cuestión de días, la Brigada de Trípoli tenía 150 reclutas. Recibieron entrenamiento militar básico antes de trasladarse a las montañas de las provincias occidentales. En agosto de 2011, la brigada contaba entre sus filas con 570 hombres de todo el país.
La brigada comenzó con un grupo central de 15 hombres, pero creció en unos días a 150; durante el período de entrenamiento en Zintan y Nalut, el número aumentó a 470 y se registró en 570 en Zawiya. Durante el asalto para entrar en Trípoli, el periódico inglés The Daily Telegraph informó que la brigada contaba con poco menos de 1,000. El 30 de agosto, la brigada había aumentado a 1.300 combatientes en Trípoli. Su comandante general también afirmó que tenía tropas esperando para unirse una vez que la brigada entrara en Trípoli.
La mayoría de los combatientes voluntarios de la brigada son de Trípoli o de pueblos y aldeas cercanos, y conocen bien las calles de la ciudad, lo que los convierte en los principales candidatos para tomar la ciudad. Con base en la Universidad Nalut, la brigada cuenta con unos 1.300 combatientes armados. La brigada entró en acción durante la Campaña de las Montañas Nafusa de 2011, incluidas las ciudades de Nalut, Bir Ghanem y Tiji, en combate contra las fuerzas leales del Ejército Libio.
Debido a la amenaza de represalias contra las familias de los soldados de la brigada de Trípoli, sus rostros deben estar cubiertos, al menos cuando son filmados por periodistas. Muchos de los miembros de la brigada estuvieron involucrados durante los enfrentamientos de Trípoli de 2011 en febrero, y huyeron de la capital para evitar las fuerzas leales, y luego se reagruparon en los meses posteriores para formar la Brigada de Trípoli, con el objetivo final de avanzar fuera desde la cordillera Nafusa hasta la capital.
La brigada cuenta con varios oficiales que han vivido la mayor parte de sus vidas en países de habla inglesa, incluidos Irlanda, Canadá, Reino Unido y Estados Unidos. Esto resultó vital en la coordinación con la OTAN y también en las entrevistas y la interacción con los medios occidentales. La Brigada tuvo una página de Facebook en inglés.

### Entrenamiento
Aunque la Brigada no es una fuerza de élite, la agencia de noticias AP describió su cuartel general en Nalut como de "alta tecnología". El grupo recibió equipo de comunicaciones y entrenamiento de guerra urbana de tres semanas de parte de las fuerzas especiales qataríes en las montañas de Nafusa.
Su entrenamiento destaca por su entrenamiento extremo; durante el cual los reclutas se despertaron a las 5:30 a. m. para una carrera de 45 minutos, seguida de una marcha de un día y entrenamiento con armas. La brigada también ha creado una unidad de francotiradores urbanos de ocho hombres. El Consejo Nacional de Transición y los medios de comunicación a menudo se refieren a la brigada como una brigada de élite. Ésta no es una descripción exacta ya que muy pocos son soldados profesionales. En una entrevista con los medios de comunicación en Trípoli, el comandante Harati dijo que su batallón no es una fuerza armada de élite y que es "importante comprender que todos somos civiles. No somos militares". El registro de inscripción cuenta entre sus miembros con muchos profesionales, incluidos médicos, empresarios, mecánicos, ingenieros y diseñadores web.

## Batalla de Trípoli
Su objetivo principal, una vez que controlaron Trípoli, fue controlar y proteger ubicaciones estratégicas, infraestructura y otros sitios importantes. El 20 de agosto, estalló un gran levantamiento en Trípoli, y las fuerzas rebeldes se dirigieron rápidamente hacia la capital desde el oeste y el este- La Brigada de Trípoli fue la punta de lanza del asalto de los combatientes rebeldes a Trípoli.
En un avance de 32 kilómetros lanzado al amanecer, la Brigada de Trípoli llegó a los suburbios de Trípoli a primera hora de la tarde tras un bombardeo de artillería ininterrumpido contra las tropas rebeldes que avanzaban. En respuesta, una gran pieza de artillería antiaérea disparó contra las tropas leales. La Brigada de Trípoli tomó una base militar clave y el puente 27, una puerta de entrada a la capital, apenas un día después de derrotar a las tropas leales en Zauiya.
Dividida en cuatro batallones, la Brigada atacó la capital desde tres direcciones. El único impedimento para una invasión a la capital estaba en otra línea del frente, en las afueras de la ciudad de El Azizia, a la Brigada de Trípoli y a los aliados de las fuerzas de las montañas occidentales se les ordenó contenerse mientras la alianza llevaba a cabo intensos bombardeos contra posiciones leales allí.
Se informó que la Brigada de Trípoli fue la primera revolucionaria en ingresar a la ciudad y la primera en ingresar a la principal Plaza Verde, que pasó a llamarse Plaza de los Mártires.
Al entrar en Trípoli, la Brigada de Trípoli tomó el mando del centro de formación de la policía femenina como cuartel general. La Brigada de Trípoli, junto con las fuerzas rebeldes de Misrata, también fueron las primeras en atravesar las puertas principales de la antigua residencia de Gadafi, Bab al Azizia.
El Daily Telegraph del Reino Unido informó sobre la brigada: "Los rebeldes que avanzan hacia Trípoli son jóvenes profesionales que luchan por establecer un país muy diferente de la dictadura fundada mucho antes de que ellos nacieran".
El canal de televisión France 24 tenía un periodista viajando con la Brigada de Trípoli durante el asalto final a la capital. Informó que la brigada perdió sesenta combatientes durante las primeras 48 horas en Trípoli.
La brigada de Trípoli fue tropas de primera línea durante la toma del famoso complejo residencial del coronel Gadafi, Bab al-Azizia. Se informó que agentes de la Brigada de Trípoli lideraron el ataque. La Brigada Misrata con camiones más pesados y cañones de artillería rompió el perímetro del complejo y la Brigada Trípoli proporcionó la infantería que inundó los muros rotos. Un periodista inglés citado en el Irish Times habló de que el Comandante en Jefe "reunió a las tropas" durante el asalto al complejo. El sitio web de la brigada informó que su equipo de medios tuvo que empuñar rifles durante este ataque en el que tomaron 100 prisioneros.

### Actividades después de la Batalla de Trípoli
En las semanas posteriores a la caída del gobierno de Gadafi en Trípoli, la brigada asumió un papel importante en la seguridad de la ciudad y la limpieza de los pocos focos de resistencia que quedaban. El comandante de la brigada fue nombrado segundo al mando del recién formado consejo militar de Trípoli. El objetivo de este consejo es unificar las distintas brigadas armadas del país.
Mahdi al-Harati dijo que Khamis Gaddafi murió después de una batalla militar con las fuerzas del Consejo Militar de Trípoli entre las aldeas de Taruna y Bani Walid. El campo de batalla está en el noroeste de Libia, cerca de Misurata. Dijo que Khamis fue trasladado a un hospital donde murió a causa de sus heridas. Luego, según informes, las fuerzas rebeldes lo enterraron en la zona. No hubo evidencia independiente que respalde la afirmación.
La brigada había estado vigilando los aeropuertos de Trípoli, así como los hoteles de periodistas y diplomáticos extranjeros desde que tomaron la ciudad. El 5 de octubre, un nuevo grupo de reclutas se graduó con éxito y pasó a formar parte de la Brigada de Trípoli. El mismo día, el jefe de la brigada anunció que se habían descubierto dos fosas comunes en Trípoli y sus alrededores que contenían hasta 900 cadáveres de opositores de Gadafi.
El 10 de octubre, miembros de la Brigada Kekka de Zintan intentaron rodear a algunos miembros de la Brigada de Trípoli, después de una acalorada discusión sobre quién debería vigilar Trípoli e intentaron impedir que abandonaran la zona. Llegaron refuerzos de la Brigada de Trípoli y convencieron a la brigada Kekka de retirarse, evitando que estallaran enfrentamientos armados. No fue hasta el 31 de octubre estallaron combates entre la Brigada de Trípoli y una brigada de Zintan cuando los zintanianos intentaron entrar en un hospital y matar a un paciente al que habían disparado ese mismo día. Los guardias de la Brigada de Trípoli se lo impidieron y se produjo un tiroteo que dejó dos muertos y siete heridos.
Los miembros de la brigada también se ofrecieron como voluntarios para unirse al lado de los rebeldes anti-Assad en Siria durante la guerra civil siria en 2012.

## Miembros notables
El comandante en jefe de la brigada es el coronel ciudadano libio-irlandés Mahdi al-Harati. El diario holandés Volkskrant lo describió como un rostro de la batalla de Trípoli y uno de los comandantes más importantes del Ejército de Liberación Nacional LibioEjército de Liberación Nacional. Jefe adjunto del Consejo Militar de Trípoli. Renunció a su cargo en noviembre de 2011 .
Abu Oweis actúa como subcomandante. Issam Shabaan, hijo del primer ministro de Defensa de Gadafi, Mohammad Shabaan, es el enlace de la OTAN con la Brigada.
El coronel Abdul Latif es el comandante de Seraai al-Hamra, una de las cuatro brigadas.
Husam Najjair, jefe de seguridad, nacido en Irlanda del Comandante en Jefe de la Brigada.
El preparador físico de la brigada es un exjugador de fútbol de un club de Múnich